# تپه خورآباد
تپه خورآباد مربوط به دوره اشکانیان - سده‌های میانه دوران‌های تاریخی پس از اسلام است و در شهرستان زرندیه، بخش مرکزی، دهستان رودشور، روستای خورآباد واقع شده و این اثر در تاریخ ۲ مرداد ۱۳۸۷ با شمارهٔ ثبت ۲۳۱۲۲ به‌عنوان یکی از آثار ملی ایران به ثبت رسیده است.